# Abrotanella
Abrotanella es un género de plantas de la familia Asteraceae, de cerca de 20 especies, nativas de Nueva Guinea, Australia, Nueva Zelanda, y Sudamérica templada. Comprende 29 especies descritas y de estas, solo 20 aceptadas. Es el único género de la subtribu Abrotanellinae.

## Descripción
Son usualmente pequeñas plantas, a veces de no más de pocos milímetros sobre el suelo, a veces formando grandes parches verdes, alcanzando más de 1 m de diámetro.

## Taxonomía
Trichocline plicata fue descrito por Alexandre Henri Gabriel de Cassini y publicado en Dictionnaire des Sciences Naturelles [Second edition] 36: 27. 1825. La especie tipo es  Hymenoclea monogyra Torr. & A. Gray.
Etimología
Abrotanella: nombre genérico que es un diminutivo femenino y significa "similar al abrótano", es decir, similar a la planta Artemisia abrotanum (el término "abrotanum" viene del griego antiguo para una hoja de la planta genérica perfumada. 

## Especies aceptadas
A continuación se brinda un listado de las especies del género Abrotanella aceptadas hasta julio de 2012, ordenadas alfabéticamente. Para cada una se indica el nombre binomial seguido del autor, abreviado según las convenciones y usos.
- Abrotanella caespitosa Petrie ex Kirk, 1892
- Abrotanella diemii Cabrera, 1969
- Abrotanella emarginata (Gaudich.) Cass., 1825
- Abrotanella fertilis Swenson, 1995
- Abrotanella forsteroides Benth., 1866
- Abrotanella inconspicua Hook.f., 1864
- Abrotanella linearifolia A.Gray, 1862
- Abrotanella linearis Bergg., 1878
- Abrotanella muscosa Kirk, 1892
- Abrotanella nivigena (F.Muell.) Benth., 1866
- Abrotanella patearoa Heads, 1999
- Abrotanella purpurea Swenson, 1995
- Abrotanella pusilla (Hook.f.) Hook.f., 1864
- Abrotanella rostrata Swenson, 1996
- Abrotanella rosulata Hook.f., 1864
- Abrotanella scapigera (F.Muell.) Benth., 1866
- Abrotanella spathulata Hook.f., 1864
- Abrotanella submarginata A.Gray, 1862
- Abrotanella trichoachaenia Cabrera, 1934)
- Abrotanella trilobata Swenson, 1995